# Action Comics n.º 1

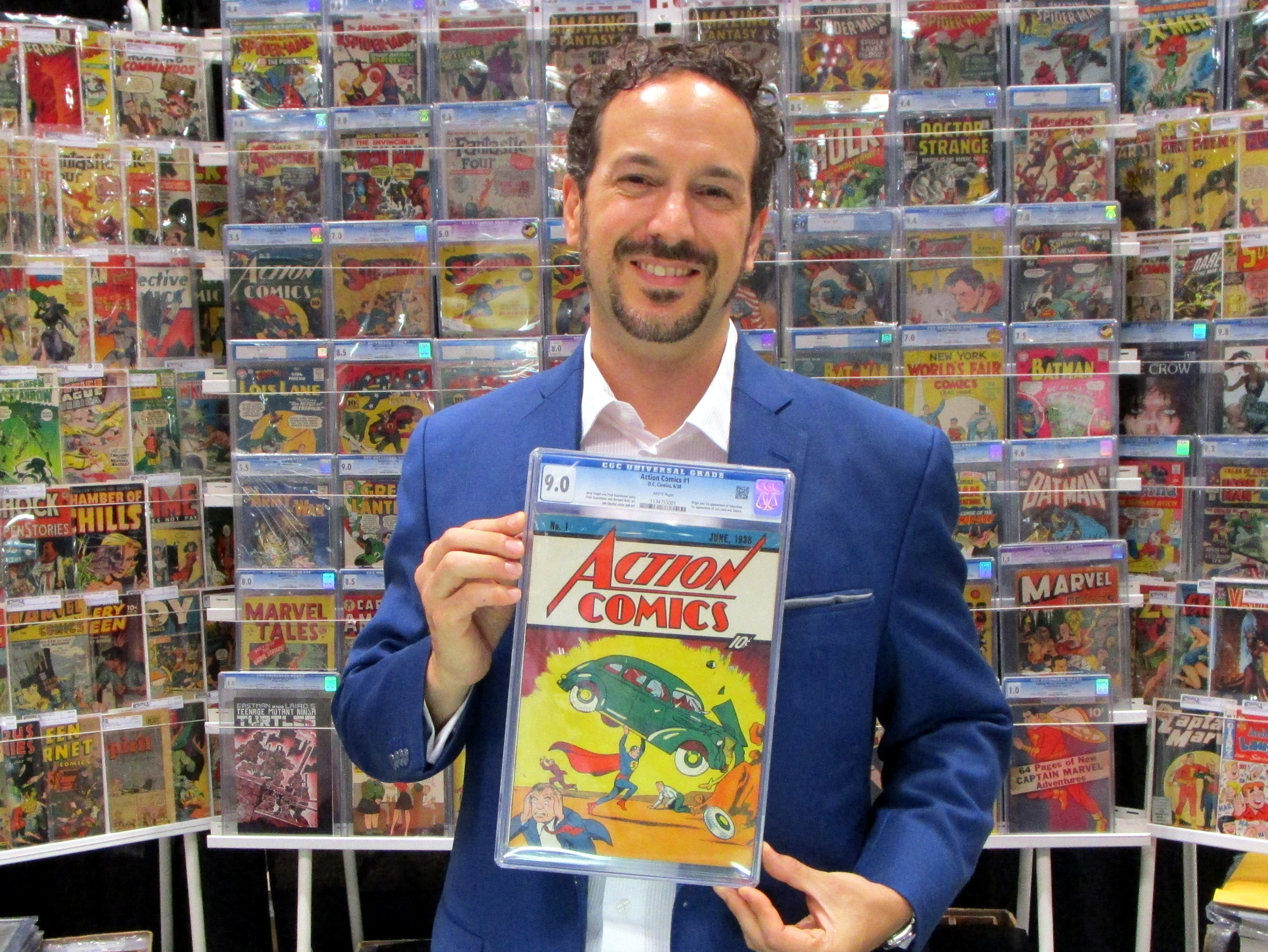
En 2014, en la Comic-Con de Nueva York, Vincent Zurzolo de Metropolis Collectibles muestra la copia CGC 9.0 de Action Comics n.º 1 por la que su empresa pagó US$ 3 200 000.

Action Comics n.º 1 es un comic book que fue publicado en abril de 1938 (con fecha de portada de junio) por la National Allied Publications, una de las empresas que luego formarían DC Comics. Es considerado el primer cómic de superhéroes de la historia por haber presentado la primera aparición de Superman, creado por Jerry Siegel y Joe Shuster. Pese a que en la actualidad Action Comics es un título mensual dedicado a Superman, comenzó siendo una antología, al igual que muchos de los primeros cómics. Una nueva versión de Action Comics n.º1 fue publicada en 2011 como parte del reinicio de los Nuevos 52. 

## Contenido
| Título                           | Páginas       | Autor                      |
| -------------------------------- | ------------- | -------------------------- |
| Superman                         | (pp. 1-13)    | Jerry Siegel y Joe Shuster |
| Chuck Dawson                     | (pp. 14-19)   | H. Fleming                 |
| Zatara Master Magician           | (pp. 20-31)   | Fred Guardineer            |
| South Sea Strategy               | (pp. 32-33)   | Frank Thomas               |
| Sticky-Mitt Stimson              | (pp. 34 – 37) | Alger                      |
| The Adventures of Marco Polo     | (pp. 38 – 41) | Sven Elven                 |
| "Pep" Morgan                     | (pp. 42 – 45) | Fred Guardineer            |
| Scoop Scanlon Five Star Reporter | (pp. 46 – 51) | Will Ely                   |
| Tex Thompson                     | (pp. 52 – 63) | Bernard Baily              |
| Stardust                         | (pp. 64)      | The Star-Gazer             |

## Superman
En enero del 22, Jerry Siegel escribió una historia titulada "The Reign of the Superman" ("El reinado del Superhombre"). Más tarde ese mismo año, Siegel y Joe Shuster crearon un cómic llamado "The Superman"; un editor de Chicago expresó su interés en él pero no realizó ninguna oferta y, frustrado, Shuster destrozó todas las páginas del cómic excepto la portada. Durante el 22 Siegel sufrió de insomnio y decidió utilizar el tiempo creando elementos dramáticos para una tira cómica. Partiendo de sus ideas previas, imaginó a un niño de un planeta lejano llamado Krypton, donde todos los habitantes tenían superpoderes. Como Krypton explotaría en poco tiempo, el niño era enviado a la Tierra por su padre, donde se convertía en Superman.
La sección de Superman de Action Comics fue realizada a partir de una tira cómica recortada. Siegel y Shuster habían ido de editorial en editorial, presentando a Superman como una tira cómica, pero todos los rechazaban. National Publications estaba buscando otro éxito con el que acompañar a la popular Detective Comics, y no tenía tiempo de solicitar nuevo material. Jack Liebowitz, copropietario de National Publications le dijo al editor Vin Sullivan que creara su cuarto comic book. A causa de los tiempos de entrega tan ajustados, Sullivan tuvo que realizarlo a partir de páginas que estaban en inventario y en depósitos. Allí encontró varios relatos de aventura, pero aún necesitaba la historia principal. Sullivan le pidió a su antiguo colaborador Sheldon Mayer que lo ayudara. Mayer halló las tiras cómicas de Superman que habían sido rechazadas y Sullivan le dijo a Siegel y Shuster que si podían unir las tiras en 13 páginas de comic book, se las compraría.
Las cinco viñetas que formaban la tira cómica original fueron recortadas, reescritas y vueltas a dibujar para convertirse en la primera página de Action Comics n.º 1:
1. El cohete de Superman escapando del planeta Krypton mientras este explota.
2. Aunque no existen copias, es probable que esta viñeta mostrase el descubrimiento del cohete en la Tierra y a un Superman bebé siendo trasladado a un orfanato.
3. Tampoco existen copias, pero se especula que aquí se exhibiese la fortaleza del bebé Superman al levantar una silla.
4. Superman, de traje pero sin capa, jugando una carrera contra un tren.
5. Superman, de traje, flotando sobre una ciudad.

Siegel reescribió y expandió la cuarta viñeta, transformándola en la 2, 22 y 22 de la primera página, y Joe Shuster hizo los nuevos dibujos correspondientes. En lugar de correr contra un tren vistiendo su traje, Superman está vestido como Clark Kent. Siegel y Shuster decidieron no mostrarlo con su traje hasta que hubiese adoptado de manera oficial su alter ego de Superman. Shuster también volvió a dibujar la viñeta 7. Por último, se insertaron dos nuevas viñetas (8 y 9) para completar la primera página.
Siegel y Shuster habían intentado encontrar un editor para su personaje durante años sin éxito alguno. El dúo de escritor y artista trabajaron en varios de los otros títulos de National Periodical Publications (Slam Bradley de Detective Comics, por ejemplo) y National les pidió una nueva tira para su nueva publicación. Luego de que entregaron a Superman para ser evaluado y de reconfigurar el formato de tira cómica al de una página de comic book, National decidió convertir a Superman en la historia principal de su nueva revista y hacerlo aparecer en la portada. El dinámico "Hombre del Mañana" fue un éxito inmediato y cambió para siempre a los cómics y las tiras cómicas insertando un nuevo subgénero fantástico. En 1939, Action Comics generó la publicación de un nuevo título, Superman, junto con una enorme cantidad de otros cómics que presentaban a distintos superhéroes.

## Cifras
- Cuando salió a la venta en abril de 1938, el primer número de Action Comics valía ¢ 10. Desde septiembre de 2007, Action Comics n.º 1 es el cómic más valioso, seguido por Detective Comics n.º 27 y Superman (vol. 1) n.º 1.[4][5]

- Se sabe que existen menos de 100 copias de Action Comics n.º 1 en el mundo.[6]

- Solo cinco de las copias que se conocen tienen una certificación de calidad superior a VG (CGC 4.0), y únicamente un número posee la mejor calificación posible: VF+ (CGC 8.5).[7]

- En 1996, Metropolis Comics (www.metropoliscomics.com) vendió dos copias de gran calidad por $ 150.000 cada una. En la actualidad, esas mismas copias valen $ 500.000 cada una.

- En 2003, Stephen A. Geppi, propietario de Diamond Comic Distributors, ofreció hasta $ 1.000.000 por una copia Action Comics n.º 1 en condiciones similares a sin usar (graduación CGC de 9.4) en la Primera Comic-Con Anual de Las Vegas.[6] Sin embargo, no existen copias de esa calidad.

- En 2010, un ejemplar fue subastado a través de Internet por un precio récord de 740.000 euros (1'5 millones de dólares).[8]
- En noviembre de 2011, un ejemplar fue subastado a través de Internet alcanzando un nuevo precio récord para un cómics en la cifra de 2.161.000 dólares.el ejemplar tiene una graduación CGC de 9.0.

- En 2014, Una copia original fue subastada en eBay perteneciente a Derran Adams, el cual decidió ponerlo en venta de salida de 99 centavos; cerrando la operación, un comprador había ofrecido 3,2 millones de Dólares. La copia tiene una graduación CGC de 9.0.[9]

## Portada
La ilustración de portada de Action Comics n.º 1 presenta a Superman levantando un automóvil verde (y aparentemente estrellando su frente contra una formación rocosa), mientras que un hombre lo observa prácticamente tendido en el suelo y otros dos huyen aterrados.
Esta portada es una de las más referenciadas, lo que incluye:
- - La portada de Sensation Comics n.º 51, uno de los primeros homenajes. Presenta a la Mujer Maravilla levantando un auto del mismo modo que Superman.
  - En Infinite Crisis n.º 5, y con Tierra-2 como escenario, Kal-L (el Superman de la Edad de Oro) recrea la portada.
  - En Kingdom Come aparece una nueva representación, junto con otra de la portada de Detective Comics n.º 27, la primera aparición de Batman.

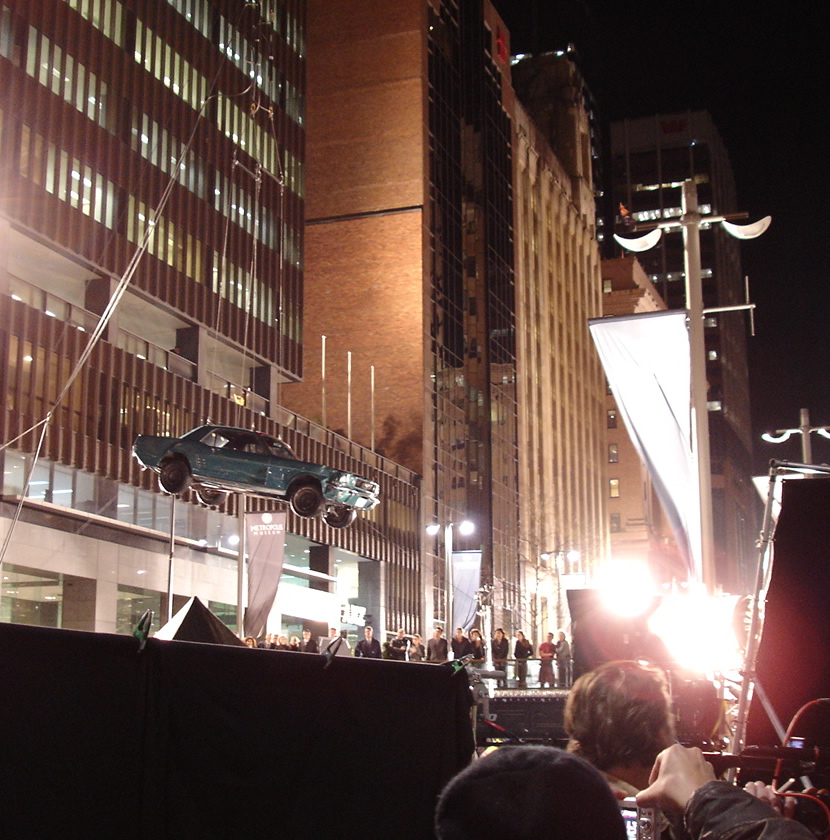
Foto aficionada del Mustang flotando en el aire levantado por Superman durante el rodaje de Superman Returns, escena que homenajea a Action Comics n.º 1, número debut del personaje.

- - La película Superman Returns (2006) también hace referencia a la portada del número 1 en dos escenas.
  - Otra recreación ocurre en el Elseworlds The Superman-Monster (basado en el monstruo de Frankenstein) en el que el monstruo levanta el carruaje de Eloise Edge cuando los caballos se desbocan.
  - La portada de Superman n.º 136 muestra al Superman del año 2999 alzando un auto volador.
  - En la portada de The Amazing Spider-Man n.º 306 se puede ver a Spider-Man levantando un auto de la policía de la misma forma que Superman en Action Comics n.º 1.
  - El Elseworlds Superman: The War of the Worlds tiene una escena con Superman alzando un auto del mismo modo que en la portada de Action Comics n.º 1.
  - Al comienzo del episodio "Citizen Max" de Tiny Toon Adventures, mientras Montana Max está destrozando su habitación, en un momento hay un acercamiento a un cómic que Monty hace pedazos. La portada parece ser una reproducción de la de Action Comics n.º 1 pero con menos detalles.
  - Sin tratarse de una parodia, el cómic aparece con otro nombre (Active Comics) en la película El protegido, donde David Dunn (Bruce Willis) recibe la noticia por parte de un extraño (Samuel L. Jackson) que colecciona cómics, de que en realidad es un superhéroe con la habilidad de ser invulnerable y un sentido del peligro similar al sentido arácnido de Spiderman.
  - La portada sufrió una parodia en Fallen Angel n.º 15.
  - En Action Comics n.º 685 la portada volvió a ser recreada con Supergirl levantando sobre su cabeza un modelo moderno del automóvil verde.
  - Superboy & Risk n.º 1 vuelven a representar la escena.
  - El arte de tapa de Action Comics n.º 1 es homenajeado una vez más en la portada de Superman n.º 124 (junio de 1997).
  - Superman n.º 201 muestra a Mr. Majestic en la misma situación que Superman en la portada original de Action Comics n.º 1.

## Reimpresiones
- Las historias de este número aparecieron en varias colecciones. Además, el cómic completo fue reimpreso como parte de las Millennium Editions (Ediciones del Milenio) publicadas por DC.

- En España fue reeditado en su totalidad como facsímil en 2025.